# Bjarne Johnsen
Bjarne Johnsen (Bergen, 7 luglio 1897 – Bergen, 23 gennaio 1982) è stato un dirigente sportivo e calciatore norvegese, di ruolo attaccante.

## Carriera

### Giocatore

#### Club
Johnsen giocò con la maglia del Brann.

#### Nazionale
Conta 5 presenze e 3 reti per la Norvegia.

### Dopo il ritiro
Una volta conclusa la carriera agonistica, ricoprì la carica di presidente del Brann dal 1923 al 1924.